# Саладин, Фриц
Фриц Саладин (нем. Fritz Saladin; род. 16 ноября 1909 года в Базеле, Швейцария — ум. 2 ноября 1998 года в Базеле) — швейцарский шоссейный велогонщик, выступавший с 1934 по 1947 год. Призёр чемпионата Швейцарии в групповой гонке.

## Достижения
1939
2-й Чемпионат Швейцарии
1941
9-й Тур Швейцарии
1943
3-й Тур дю Лак Леман